# Art brut

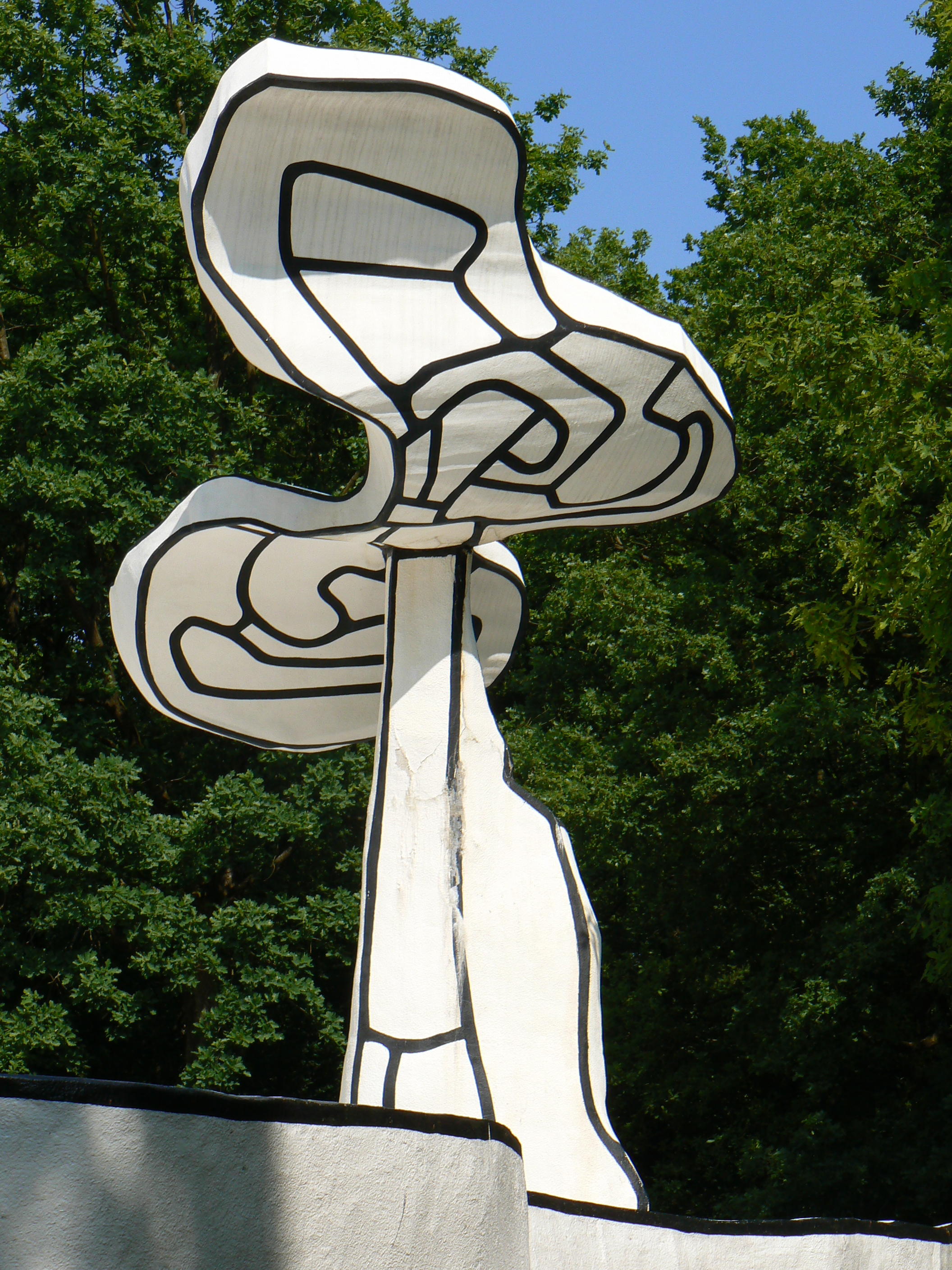
Dubuffet szobra a KMM szoborparkban, Hollandiában

Az art brut művészet fogalmát tág értelemben is használják. Ide sorolják az agresszív hatású műveket, de a pszichiátriai betegek képeit is. Egyes művészettörténészek a primitív népek, a rabok alkotásait, de még egyes gyermekrajzokat is belevesznek.
Az art brut – durva, nyers művészet. Az art brut a XX. század második felében, Jean Dubuffet tevékenysége nyomán került a figyelem középpontjába a művészetek és a pszichiátria területén is.
Dubuffet ihletője a graffiti és a plakátokkal teleragasztott párizsi falak voltak, és sajátos technikával alkotott mintegy tizenöt évig. Vastag, földből, homokból, festékből és még más ismeretlen anyagból alapot tépett, fejtett, hogy tapintható, domborműszerű felületet nyerjen, olyat, mint a kiszikkadt föld vagy a hámló fal. Az alapra vonalakat karcolt, melyek alakokká álltak össze.

„[Dubuffet] elsőként 1949-ben, Párizsban rendezett kiállítást a különböző pszichiátriai intézetekben összegyűjtött művekből. A kiállítás katalógusában jelenik meg először az „art brut” kifejezés, aminek szó szerinti jelentése, nyers, brutális, csiszolatlan művészet.”

– http://www.artbrut.hu/

Ez a  művészeti stílus a gyermekfestészetet, a műkedvelők és a pszichés zavarokkal élők műveinek bizonyos elemeit is felhasználja.